# Usnea alboverrucata
Usnea alboverrucata är en lavart som beskrevs av G. N. Stevens. Usnea alboverrucata ingår i släktet Usnea och familjen Parmeliaceae.   Inga underarter finns listade i Catalogue of Life.